# Vayrac
Cet article possède un paronyme, voir Veyrac.
Vayrac est une commune française, située dans le nord du département du Lot en région Occitanie.
Elle est également dans le causse de Martel, une région naturelle constituant le plus septentrional des quatre causses du Quercy, entre Limousin, vallées de la Tourmente et de la Dordogne.
Exposée à un climat océanique altéré, elle est drainée par la Dordogne, la Sourdoire, un bras de la Sourdoire, le Maumont, le Palsou et par divers autres petits cours d'eau. Incluse dans le bassin de la Dordogne, la commune possède un patrimoine naturel remarquable : un site Natura 2000 (la « vallée de la Dordogne quercynoise »), deux espaces protégés (le « cours lotois de la Dordogne » et les « falaises lotoises (rapaces) ») et huit zones naturelles d'intérêt écologique, faunistique et floristique.
Vayrac est une commune rurale qui compte 1 279 habitants en 2022. Elle est ville-centre de l'agglomération de Vayrac et fait partie de l'aire d'attraction de Biars-sur-Cère - Saint-Céré. Ses habitants sont appelés les Vayracois ou  Vayracoises.

## Géographie

### Localisation
Vayrac est située dans le Haut Quercy, au nord du département du Lot, dans la vallée de la Dordogne Lotoise entre Martel et Bretenoux sur l'ancienne route nationale 703 et au bord de la Sourdoire et du Maumont.

### Communes limitrophes
La commune est limitrophe du département de la Corrèze.
Les communes limitrophes sont La Chapelle-aux-Saints, Bétaille, Carennac, Floirac, Saint-Denis-lès-Martel et Saint-Michel-de-Bannières.
|                        | Saint-Michel-de-Bannières | La Chapelle-aux-Saints (Corrèze) |
| Saint-Denis-lès-Martel | Vayrac                    | Bétaille                         |
|                        | Floirac                   | Carennac                         |

### Climat
Pour des articles plus généraux, voir Climat de l'Occitanie et Climat du Lot.
En 2010, le climat de la commune est de type climat océanique altéré, selon une étude s'appuyant sur une série de données couvrant la période 1971-2000. En 2020, Météo-France publie une typologie des climats de la France métropolitaine dans laquelle la commune est dans une zone de transition entre le climat océanique altéré et le climat de montagne ou de marges de montagne et est dans la région climatique Ouest et nord-ouest du Massif Central, caractérisée par une pluviométrie annuelle de 900 à 1 500 mm, maximale en automne et en hiver.
Pour la période 1971-2000, la température annuelle moyenne est de 13 °C, avec une amplitude thermique annuelle de 15,3 °C. Le cumul annuel moyen de précipitations est de 883 mm, avec 11,2 jours de précipitations en janvier et 6,9 jours en juillet. Pour la période 1991-2020, la température moyenne annuelle observée sur la station météorologique la plus proche, située sur la commune de Sousceyrac-en-Quercy à 27,51 km à vol d'oiseau, est de 11,6 °C et le cumul annuel moyen de précipitations est de 1 299,2 mm,. Pour l'avenir, les paramètres climatiques de la commune estimés pour 2050 selon différents scénarios d’émission de gaz à effet de serre sont consultables sur un site dédié publié par Météo-France en novembre 2022.

### Milieux naturels et biodiversité

#### Espaces protégés
La protection réglementaire est le mode d’intervention le plus fort pour préserver des espaces naturels remarquables et leur biodiversité associée,.
La commune fait partie du bassin de la Dordogne, un territoire  reconnu réserve de biosphère par l'UNESCO en juillet 2012,.
Deux autres espaces protégés sont présents sur la commune : 
- le « cours lotois de la Dordogne », objet d'un arrêté de protection de biotope, d'une superficie de 569,6 ha[12] ;
- les « falaises lotoises (rapaces) », objet d'un arrêté de protection de biotope, d'une superficie de 6,6 ha[13].

#### Réseau Natura 2000

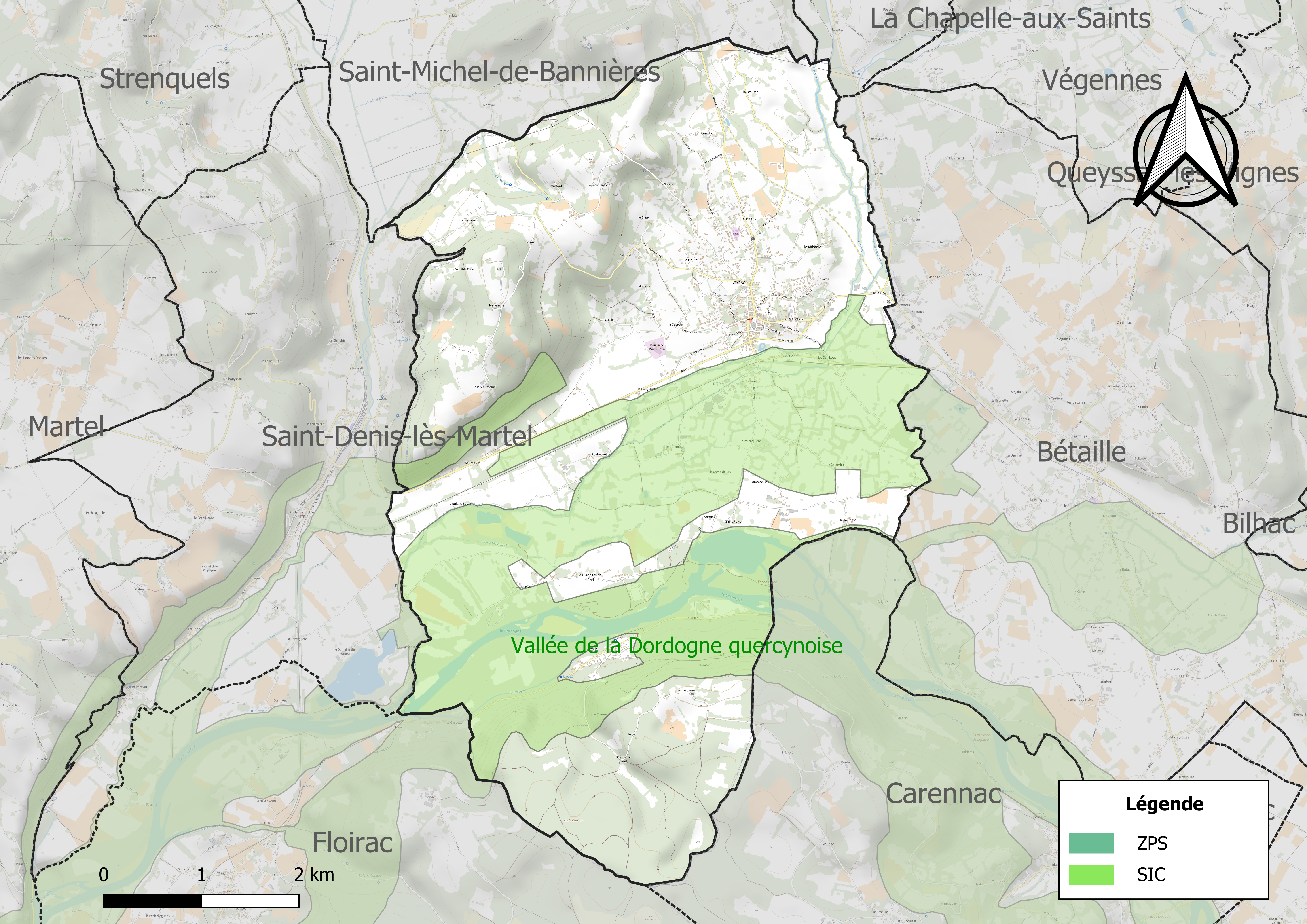
Site Natura 2000 sur le territoire communal.

Le réseau Natura 2000 est un réseau écologique européen de sites naturels d'intérêt écologique élaboré à partir des directives habitats et oiseaux, constitué de zones spéciales de conservation (ZSC) et de zones de protection spéciale (ZPS).
Un site Natura 2000 a été défini sur la commune au titre de la directive habitats : la « vallée de la Dordogne quercynoise », d'une superficie de 5 567 ha, qui présente des milieux aquatiques d'intérêt majeur et de un important éventail des milieux alluviaux qui abritent, outre un nombre significatif d'espèces de l'annexe II, de nombreuses espèces localisées à rares aux niveaux régional ou national.

#### Zones naturelles d'intérêt écologique, faunistique et floristique
L’inventaire des zones naturelles d'intérêt écologique, faunistique et floristique (ZNIEFF) a pour objectif de réaliser une couverture des zones les plus intéressantes sur le plan écologique, essentiellement dans la perspective d’améliorer la connaissance du patrimoine naturel national et de fournir aux différents décideurs un outil d’aide à la prise en compte de l’environnement dans l’aménagement du territoire.
Six ZNIEFF de type 1 sont recensées sur la commune :
- « la Dordogne quercynoise » (2 081 ha), couvrant 24 communes dont deux en Corrèze, deux en Dordogne et vingt dans le Lot[18], qui comprend de nombreuses espèces déterminantes (soixante-six  animales et cinquante végétales) ;
- les « pelouses sèches et bois de la partie Nord du causse de Gramat et rivière souterraine de Padirac » (3 605 ha), couvrant 10 communes du département[19] ;
- les « pentes forestières d'Ourjac et Mézels » (167 ha), couvrant 3 communes du département[20] ;
- les « pentes forestières du Puy d'Issolud » (41 ha), couvrant 2 communes du département[21] ;
- les « prairies du Cambous » (99 ha), couvrant 2 communes du département[22] ;
- les « prairies et milieux aquatiques de la Guierle basse et de cap Sourdoux » (73 ha), couvrant 2 communes du département[23] ;

et deux ZNIEFF de type 2, : 
- le « plateau et bassin d'alimentation du système karstique de Padirac » (10 133 ha), couvrant 11 communes du département[24] ;
- la « vallée de la Dordogne quercynoise » (8 758 ha), couvrant 28 communes[Note 4] : deux en Corrèze, deux en Dordogne et vingt-quatre dans le Lot[25].

Cartes des ZNIEFF de type 1 et 2 à Vayrac.
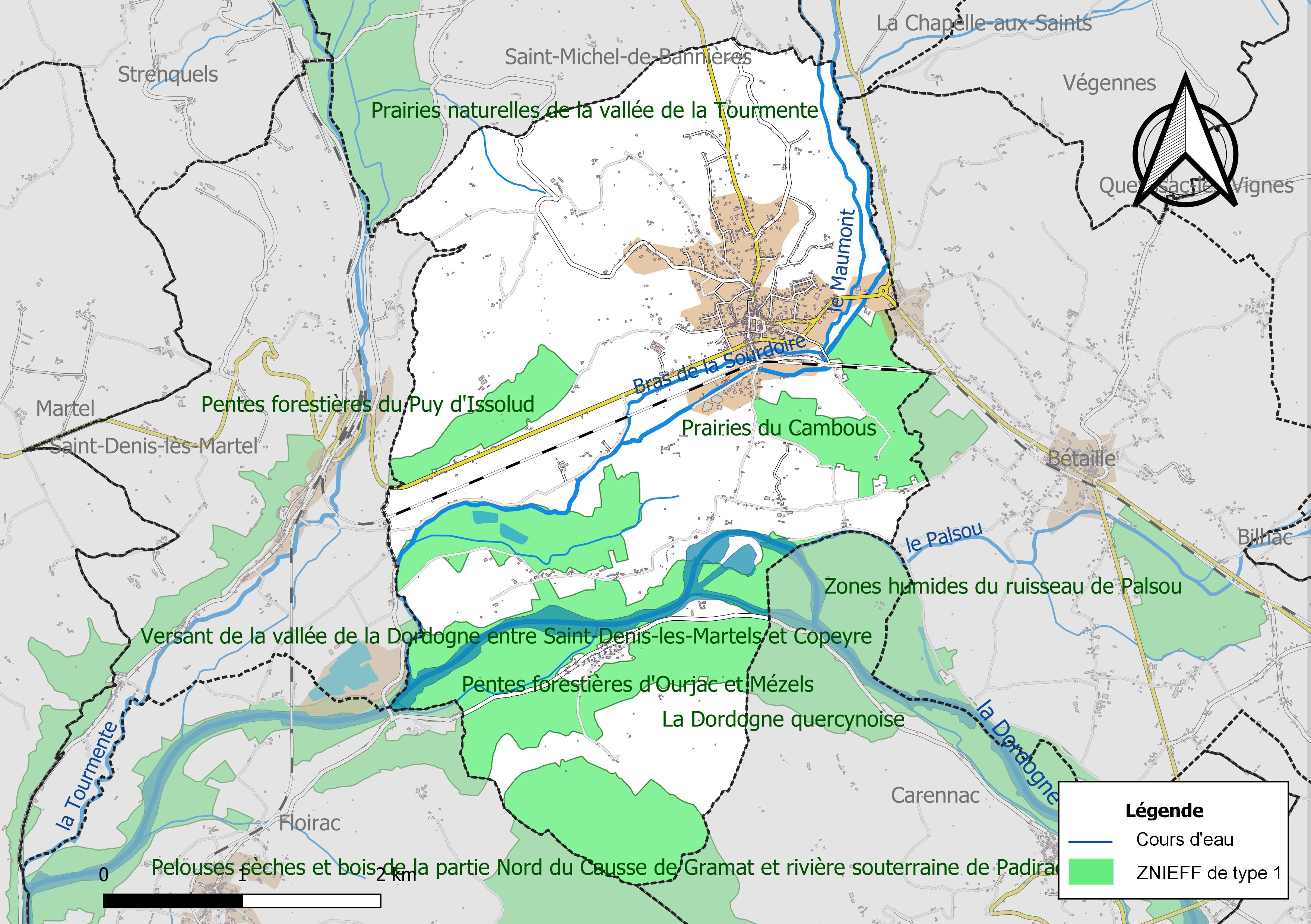
Carte des ZNIEFF de type 1 sur la commune.
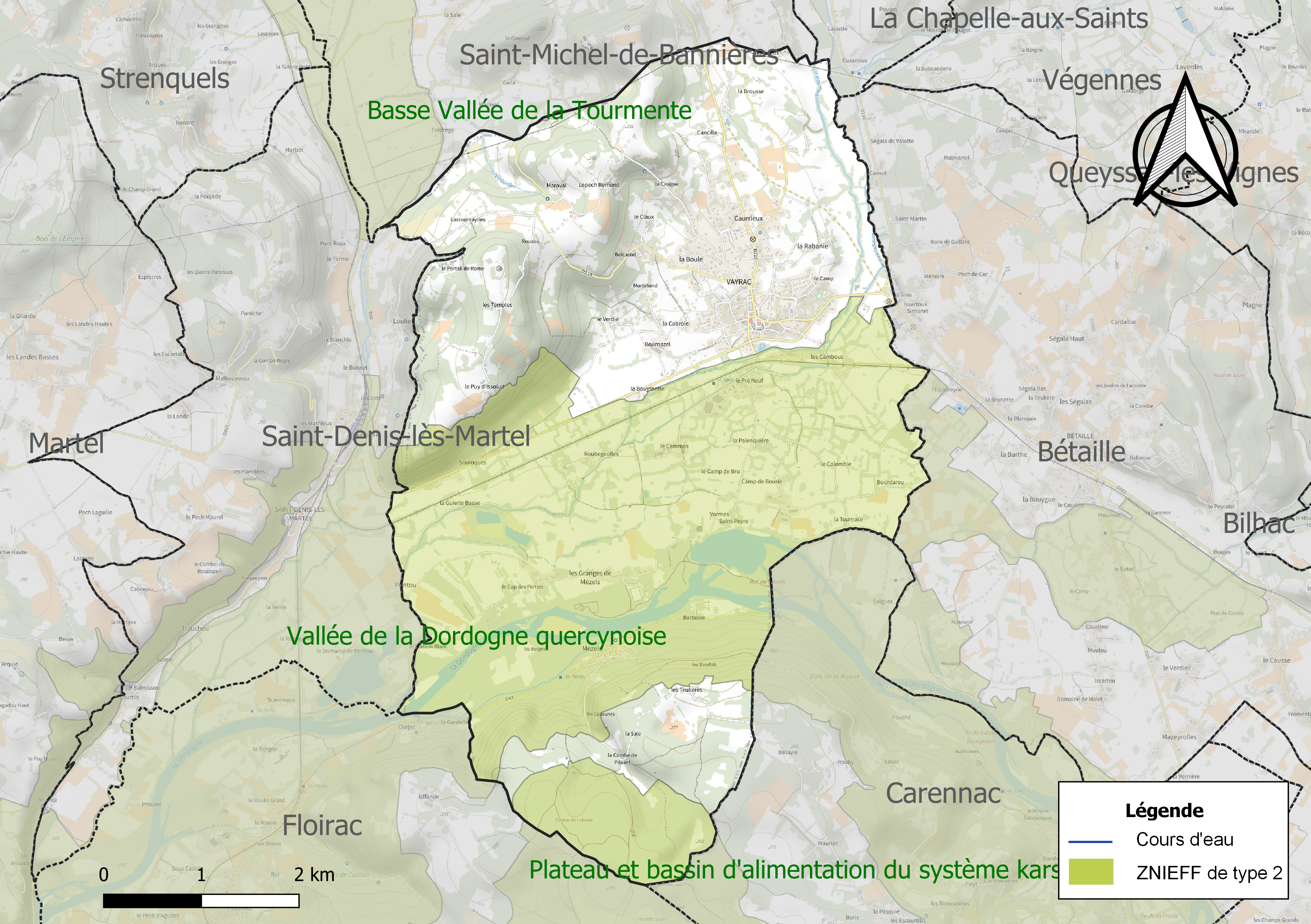
Carte des ZNIEFF de type 2 sur la commune.

## Urbanisme

### Typologie
Au 1er janvier 2024, Vayrac est catégorisée bourg rural, selon la nouvelle grille communale de densité à sept niveaux définie par l'Insee en 2022.
Elle appartient à l'unité urbaine de Vayrac, une agglomération inter-régionale regroupant six  communes, dont elle est ville-centre,,. Par ailleurs la commune fait partie de l'aire d'attraction de Biars-sur-Cère - Saint-Céré, dont elle est une commune de la couronne,. Cette aire, qui regroupe 49 communes, est catégorisée dans les aires de moins de 50 000 habitants,.

### Occupation des sols
L'occupation des sols de la commune, telle qu'elle ressort de la base de données européenne d’occupation biophysique des sols Corine Land Cover (CLC), est marquée par l'importance des territoires agricoles (58,2 % en 2018), en diminution par rapport à 1990 (59,5 %). La répartition détaillée en 2018 est la suivante : 
zones agricoles hétérogènes (35,7 %), forêts (30,9 %), prairies (22,5 %), zones urbanisées (7,7 %), eaux continentales (3,2 %). L'évolution de l’occupation des sols de la commune et de ses infrastructures peut être observée sur les différentes représentations cartographiques du territoire : la carte de Cassini (XVIIIe siècle), la carte d'état-major (1820-1866) et les cartes ou photos aériennes de l'IGN pour la période actuelle (1950 à aujourd'hui).

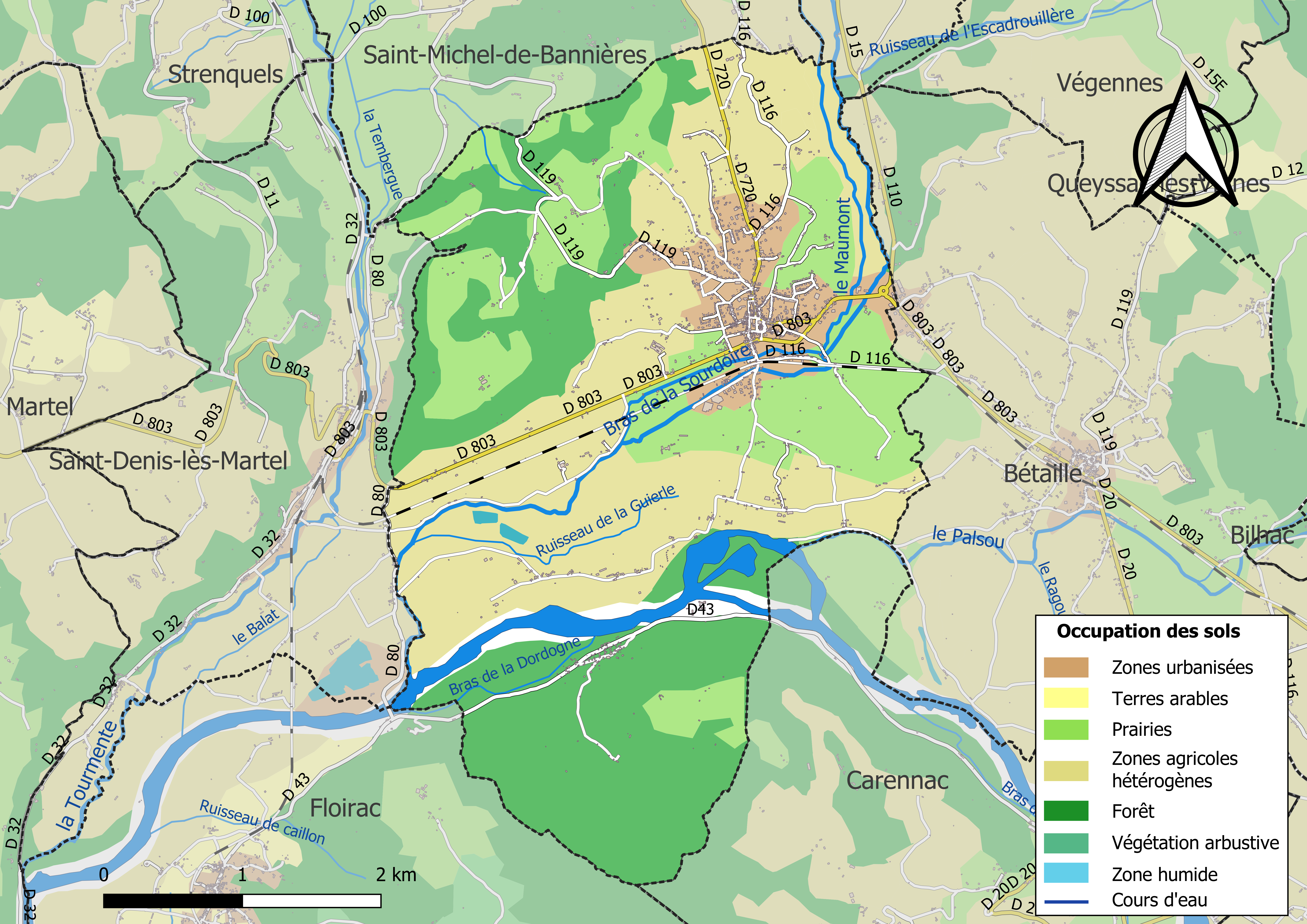
Carte des infrastructures et de l'occupation des sols de la commune en 2018 (CLC).

### Risques majeurs
Le territoire de la commune de Vayrac est vulnérable à différents aléas naturels : météorologiques (tempête, orage, neige, grand froid, canicule ou sécheresse), inondations, feux de forêts, mouvements de terrains et séisme (sismicité très faible). Il est également exposé à deux risques technologiques,  le transport de matières dangereuses et la rupture d'un barrage. Un site publié par le BRGM permet d'évaluer simplement et rapidement les risques d'un bien localisé soit par son adresse soit par le numéro de sa parcelle.

#### Risques naturels
Certaines parties du territoire communal sont susceptibles d’être affectées par le risque d’inondation par débordement de cours d'eau, notamment la Dordogne, la Sourdoire, le Palsou et le Maumont. La cartographie des zones inondables en ex-Midi-Pyrénées réalisée dans le cadre du XIe Contrat de plan État-région, visant à informer les citoyens et les décideurs sur le risque d’inondation, est accessible sur le site de la DREAL Occitanie. La commune a été reconnue en état de catastrophe naturelle au titre des dommages causés par les inondations et coulées de boue survenues en 1982, 1989, 1992, 1993, 1999, 2001 et 2021,.
Vayrac est exposée au risque de feu de forêt. Un plan départemental de protection des forêts contre les incendies a été approuvé par arrêté préfectoral le 30 novembre 2015 pour la période 2015-2025. Les propriétaires doivent ainsi couper les broussailles, les arbustes et les branches basses sur une profondeur de 50 mètres, aux abords des constructions, chantiers, travaux et installations de toute nature, situées à moins de 200 mètres de terrains en nature
de bois, forêts, plantations, reboisements, landes ou friches. Le brûlage des déchets issus de l’entretien des parcs et jardins des ménages et des collectivités est interdit. L’écobuage est également interdit, ainsi que les feux de type méchouis et barbecues, à l’exception de ceux prévus dans des installations fixes (non situées sous couvert d'arbres) constituant une dépendance d'habitation.

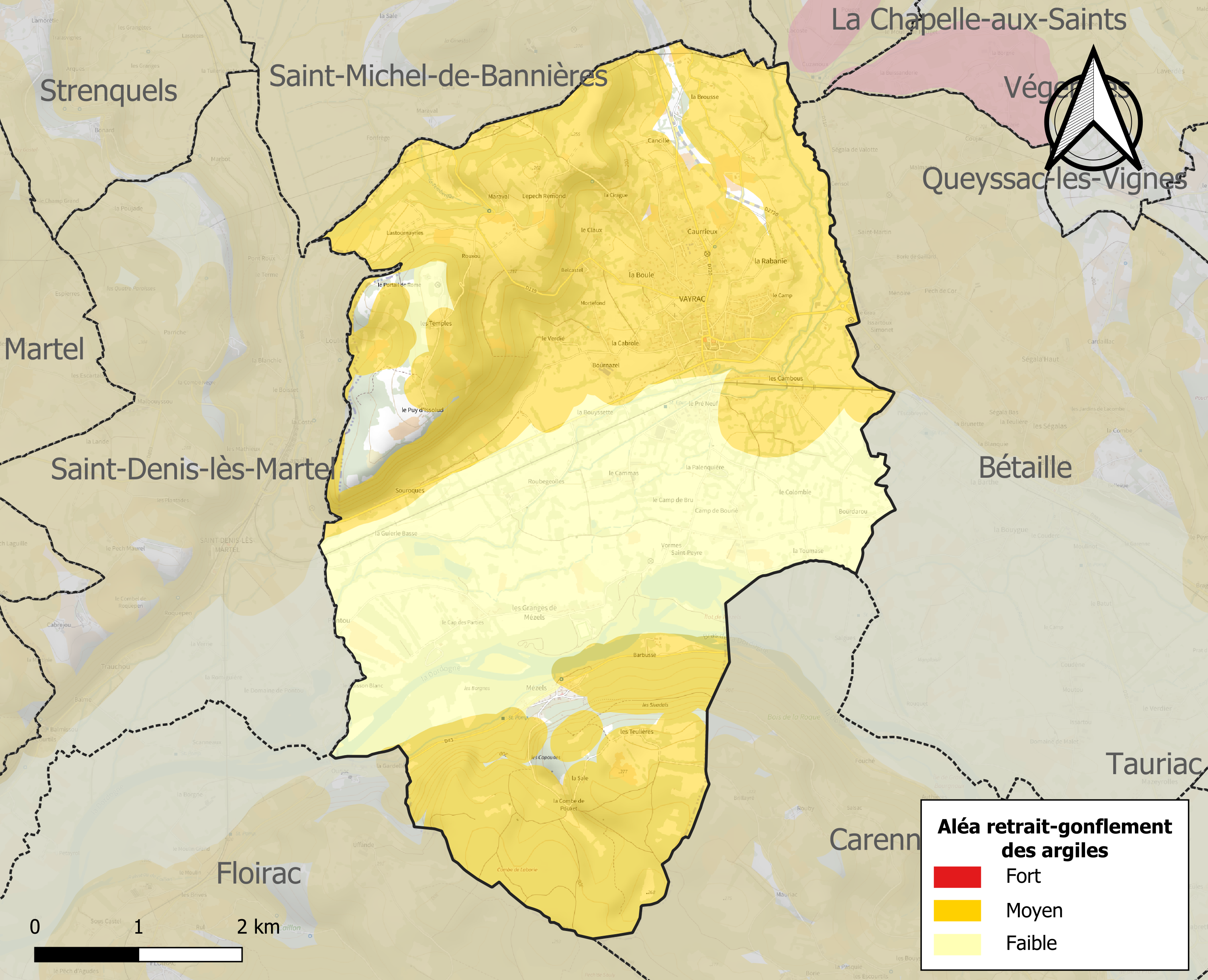
Carte des zones d'aléa retrait-gonflement des sols argileux de Vayrac.

Les mouvements de terrains susceptibles de se produire sur la commune sont des affaissements et effondrements liés aux cavités souterraines (hors mines), des éboulements, chutes de pierres et de blocs, des glissements de terrain et des tassements différentiels. Par ailleurs, afin de mieux appréhender le risque d’affaissement de terrain, l'inventaire national des cavités souterraines permet de localiser celles situées sur la commune.
Le retrait-gonflement des sols argileux est susceptible d'engendrer des dommages importants aux bâtiments en cas d’alternance de périodes de sécheresse et de pluie. 61,9 % de la superficie communale est en aléa moyen ou fort (67,7 % au niveau départemental et 48,5 % au niveau national). Sur les 786 bâtiments dénombrés sur la commune en 2019, 647 sont en aléa moyen ou fort, soit 82 %, à comparer aux 72 % au niveau départemental et 54 % au niveau national. Une cartographie de l'exposition du territoire national au retrait gonflement des sols argileux est disponible sur le site du BRGM,.
Par ailleurs, afin de mieux appréhender le risque d’affaissement de terrain, l'inventaire national des cavités souterraines permet de localiser celles situées sur la commune.
Concernant les mouvements de terrains, la commune a été reconnue en état de catastrophe naturelle au titre des dommages causés par la sécheresse en 1989 et 2019 et par des mouvements de terrain en 1999.

#### Risques technologiques
Le risque de transport de matières dangereuses sur la commune est lié à sa traversée par une infrastructure ferroviaire. Un accident se produisant sur une telle infrastructure est susceptible d’avoir des effets graves sur les biens, les personnes ou l'environnement, selon la nature du matériau transporté. Des dispositions d’urbanisme peuvent être préconisées en conséquence.
La commune est en outre située en aval des barrages de Saint-Étienne-Cantalès et de Bort-les-Orgues, des ouvrages de classe A disposant d'une retenue de respectivement 133 millions et 477 millions de mètres cubes,. À ce titre elle est susceptible d’être touchée par l’onde de submersion consécutive à la rupture d'un de ces ouvrages.

## Toponymie
Le toponyme Vayrac, d'origine gallo-romaine, est basé sur un anthroponyme Varius. La terminaison -ac est issue du suffixe gaulois -acon (lui-même du celtique commun *-āko-), souvent latinisé en -acum dans les textes. C'est le domaine de Varius.

## Histoire
Vayrac possède sur son territoire l'oppidum gaulois du Puy d'Issolud (environ 300 m d'altitude). Ce site est reconnu officiellement par le ministère de la culture (avril 2001) comme étant l'antique Uxellodunum, où eut lieu la dernière bataille de Jules César en 51 av. J.-C. contre les Gaulois rebelles de l'après Alésia.

En plus d'une impressionnante quantité d'armements (flèches gauloises et romaines), on y a découvert les fameuses galeries souterraines construites par les sapeurs de César afin de détourner les veines d'eau alimentant la seule source à laquelle les Gaulois pouvaient venir s'approvisionner en eau.
Pendant la Seconde Guerre mondiale, un certain nombre d'œuvres du musée du Louvre fut caché dans la "Maison Bournazel" dans le bourg de Vayrac. Un jour d'été particulièrement chaud et sec, un feu se déclara. Les paysans abandonnèrent tous leurs champs pour venir faire la « chaîne d'incendie » et sauvèrent ainsi des trésors nationaux

## Politique et administration

### Liste des maires
| Période                                  | Période  | Identité                            | Étiquette | Qualité             |
| ---------------------------------------- | -------- | ----------------------------------- | --------- | ------------------- |
| 1792                                     | 1794     | Jean Langles                        |           |                     |
| 1794                                     | 1794     | Raymond Ayme                        |           |                     |
| 1794                                     | 1798     | Jean Langles                        |           |                     |
| 1798                                     | 1801     | Pierre Labrouë                      |           |                     |
| 1801                                     | 1808     | Antoine Miramon                     |           |                     |
| 1808                                     | 1813     | Jean Baptiste Bournazel             |           |                     |
| 1813                                     | 1816     | Jean Miramon                        |           |                     |
| 1816                                     | 1820     | Jean Langles                        |           |                     |
| 1820                                     | 1825     | Jean Baptiste Gaillard Bournazel    |           |                     |
| 1825                                     | 1829     | Jean François Lacoste Bournazel     |           |                     |
| 1829                                     | 1838     | Gabriel Basile                      |           |                     |
| 1838                                     | 1846     | Jean Gaillard Bournazel             |           |                     |
| 1846                                     | 1850     | Urbain Bourdarou                    |           |                     |
| 1850                                     | 1855     | François Gaillard Lacoste Bournazel |           |                     |
| 1855                                     | 1870     | Jean Gaillard Bournazel Delille     |           |                     |
| 1870                                     | 1873     | Baptiste Baraut                     |           |                     |
| 1873                                     | 1874     | Jean Perinet                        |           |                     |
| 1874                                     | 1878     | Jean Baptiste Henri Dubousquet      |           |                     |
| 1878                                     | 1881     | Baptiste Baraut                     |           |                     |
| 1881                                     | 1882     | R. Bouyssou                         |           |                     |
| 1882                                     | 1884     | Théodore Lacambre                   |           |                     |
| 1884                                     | 1888     | Jean Baptiste Henri Dubousquet      |           |                     |
| 1888                                     | 1892     | Aloïs Labergne                      |           |                     |
| 1892                                     | 1896     | Henri Salamage                      |           |                     |
| 1896                                     | 1898     | Aloïs Labergne                      |           |                     |
| 1898                                     | 1904     | Léon Granouillac                    |           |                     |
| 1904                                     | 1912     | Raoul Lapierre (de)                 |           |                     |
| 1912                                     | 1919     | Marius Salamagne                    |           |                     |
| 1919                                     | 1935     | Alexandre Laquieze                  |           |                     |
| 1935                                     | 1942     | Lézin Triolet                       |           |                     |
| 1943                                     | 1944     | Lézin Triolet                       |           |                     |
| 1944                                     | 1952     | Jean-marie Laquieze                 |           |                     |
| 1952                                     | 1953     | Louis Amblard                       |           |                     |
| 1953                                     | 1971     | Jean Martin                         |           |                     |
| 1971                                     | 1977     | Guy Charriere                       |           |                     |
| 1977                                     | 1983     | Georges Libet                       |           |                     |
| 1983                                     | 1989     | Roger Bergougnoux                   |           |                     |
| 1989                                     | 2001     | Hubert Laquieze                     | PS        |                     |
| mars 2001                                | 2020     | Hugues du Pradel                    | SE        | Chargé de Clientèle |
| 2020                                     | en cours | Loïc Lavergne-Azard                 | RE        |                     |
| Les données manquantes sont à compléter. |          |                                     |           |                     |

## Population et société

### Démographie
L'évolution du nombre d'habitants est connue à travers les recensements de la population effectués dans la commune depuis 1793. Pour les communes de moins de 10 000 habitants, une enquête de recensement portant sur toute la population est réalisée tous les cinq ans, les populations de référence des années intermédiaires étant quant à elles estimées par interpolation ou extrapolation. Pour la commune, le premier recensement exhaustif entrant dans le cadre du nouveau dispositif a été réalisé en 2007.

En 2022, la commune comptait 1 279 habitants, en évolution de −1,01 % par rapport à 2016 (Lot : +1,31 %, France hors Mayotte : +2,11 %).
| 1793 | 1800  | 1806  | 1821  | 1831  | 1836  | 1841  | 1846  | 1851  |
| ---- | ----- | ----- | ----- | ----- | ----- | ----- | ----- | ----- |
| 995  | 1 037 | 1 264 | 1 513 | 1 622 | 1 713 | 1 730 | 1 775 | 1 816 |

| 1856  | 1861  | 1866  | 1872  | 1876  | 1881  | 1886  | 1891  | 1896  |
| ----- | ----- | ----- | ----- | ----- | ----- | ----- | ----- | ----- |
| 1 874 | 1 960 | 2 010 | 1 875 | 1 852 | 1 867 | 2 047 | 1 795 | 1 760 |

| 1901  | 1906  | 1911  | 1921  | 1926  | 1931  | 1936  | 1946  | 1954  |
| ----- | ----- | ----- | ----- | ----- | ----- | ----- | ----- | ----- |
| 1 598 | 1 608 | 1 531 | 1 356 | 1 322 | 1 325 | 1 256 | 1 190 | 1 059 |

| 1962  | 1968  | 1975  | 1982  | 1990  | 1999  | 2006  | 2007  | 2012  |
| ----- | ----- | ----- | ----- | ----- | ----- | ----- | ----- | ----- |
| 1 157 | 1 183 | 1 149 | 1 190 | 1 166 | 1 185 | 1 309 | 1 318 | 1 342 |

| 2017  | 2022  | - | - | - | - | - | - | - |
| ----- | ----- | - | - | - | - | - | - | - |
| 1 292 | 1 279 | - | - | - | - | - | - | - |

Au début du XXe siècle, Vayrac comptait 1760 habitants.

### Enseignement
L'éducation est assurée sur la commune de Vayrac depuis la crèche jusqu'au collège

### Culture
- École de musique, de statut associatif.
- Harmonie municipale.
- Cinéma « L'Uxello ».

### Activités sportives
- RCBBV - Rugby Club Biars Bretenoux Vayrac ;
- FCHQ - Football Club du Haut Quercy ;
- Tennis-club de Vayrac.

## Économie

### Revenus
En 2018, la commune compte 548 ménages fiscaux, regroupant 1 046 personnes. La médiane du revenu disponible par unité de consommation est de 20 290 € (20 740 € dans le département).

### Emploi
|                | 2008  | 2013  | 2018   |
| -------------- | ----- | ----- | ------ |
| Commune        | 6 %   | 9,3 % | 10,7 % |
| Département    | 7,3 % | 8,9 % | 9,6 %  |
| France entière | 8,3 % | 10 %  | 10 %   |

En 2018, la population âgée de 15 à 64 ans s'élève à 658 personnes, parmi lesquelles on compte 74,1 % d'actifs (63,4 % ayant un emploi et 10,7 % de chômeurs) et 25,9 % d'inactifs,. En  2018, le taux de chômage communal (au sens du recensement) des 15-64 ans est supérieur à celui du département et de la France, alors qu'en 2008 la situation était inverse.
La commune fait partie de la couronne de l'aire d'attraction de Biars-sur-Cère - Saint-Céré, du fait qu'au moins 15 % des actifs travaillent dans le pôle,. Elle compte 590 emplois en 2018, contre 628 en 2013 et 629 en 2008. Le nombre d'actifs ayant un emploi résidant dans la commune est de 424, soit un indicateur de concentration d'emploi de 139 % et un taux d'activité parmi les 15 ans ou plus de 43,3 %.
Sur ces 424 actifs de 15 ans ou plus ayant un emploi, 191 travaillent dans la commune, soit 45 % des habitants. Pour se rendre au travail, 79,1 % des habitants utilisent un véhicule personnel ou de fonction à quatre roues, 1,7 % les transports en commun, 12,3 % s'y rendent en deux-roues, à vélo ou à pied et 6,9 % n'ont pas besoin de transport (travail au domicile).

### Activités hors agriculture

#### Secteurs d'activités
139 établissements sont implantés  à Vayrac au 31 décembre 2019. Le tableau ci-dessous en détaille le nombre par secteur d'activité et compare les ratios avec ceux du département,.
| Secteur d'activité                                                                                        | Commune | Commune | Département |
| Secteur d'activité                                                                                        | Nombre  | %       | %           |
| --- | ------- | ------- | ----------- |
| Ensemble                                                                                                  | 139     | 100 %   | (100 %)     |
| Industrie manufacturière, industries extractives et autres                                                | 12      | 8,6 %   | (14 %)      |
| Construction                                                                                              | 16      | 11,5 %  | (13,9 %)    |
| Commerce de gros et de détail, transports, hébergement et restauration                                    | 43      | 30,9 %  | (29,9 %)    |
| Information et communication                                                                              | 2       | 1,4 %   | (1,8 %)     |
| Activités financières et d'assurance                                                                      | 9       | 6,5 %   | (2,8 %)     |
| Activités immobilières                                                                                    | 6       | 4,3 %   | (3,5 %)     |
| Activités spécialisées, scientifiques et techniques et activités de services administratifs et de soutien | 20      | 14,4 %  | (13,5 %)    |
| Administration publique, enseignement, santé humaine et action sociale                                    | 14      | 10,1 %  | (12 %)      |
| Autres activités de services                                                                              | 17      | 12,2 %  | (8,7 %)     |

Le secteur du commerce de gros et de détail, des transports, de l'hébergement et de la restauration est prépondérant sur la commune puisqu'il représente 30,9 % du nombre total d'établissements de la commune (43 sur les 139 entreprises implantées  à Vayrac), contre 29,9 % au niveau départemental.

#### Entreprises et commerces
Les cinq entreprises ayant leur siège social sur le territoire communal qui génèrent le plus de chiffre d'affaires en 2020 sont : 
- Distrib Alu Coule Elabore Diace, fonderie de métaux légers (8 421 k€)
- Financiere Matthieu Hede FMH, activités des sociétés holding (777 k€)
- SARL Romigil, terrains de camping et parcs pour caravanes ou véhicules de loisirs (204 k€)
- Boucherie Feix, commerce de détail de viandes et de produits à base de viande en magasin spécialisé (188 k€)
- SARL Holding NBMD, activités des sociétés holding (0 k€)

### Agriculture
La commune est dans la Limargue », une petite région agricole occupant une bande verticale à l'est du territoire du département du Lot. En 2020, l'orientation technico-économique de l'agriculture  sur la commune est la polyculture et/ou le polyélevage.
|               | 1988 | 2000 | 2010 | 2020 |
| ------------- | ---- | ---- | ---- | ---- |
| Exploitations | 37   | 24   | 17   | 13   |
| SAU (ha)      | 634  | 508  | 461  | 754  |

Le nombre d'exploitations agricoles en activité et ayant leur siège dans la commune est passé de 37 lors du recensement agricole de 1988  à 24 en 2000 puis à 17 en 2010 et enfin à 13 en 2020, soit une baisse de 65 % en 32 ans. Le même mouvement est observé à l'échelle du département qui a perdu pendant cette période 60 % de ses exploitations,. La surface agricole utilisée sur la commune a quant à elle augmenté, passant de 634 ha en 1988 à 754 ha en 2020. Parallèlement la surface agricole utilisée moyenne par exploitation a augmenté, passant de 17 à 58 ha.

## Culture locale et patrimoine

### Lieux et monuments
- Église Saint-Martin. L'édifice a été classé au titre des monuments historiques en 1913[54]. L'édifice date de la fin du XVe siècle ou du début du XVIe siècle (église fortifiée).
- Église Saint-Maurille de Mézels.
- Le musée d'Uxellodunum (ouvert en juillet/août), place du 11-Novembre 1918 à Vayrac, présente une maquette du site historique d'Uxellodunum ainsi qu'un certain nombre d'objets trouvés lors des différentes campagnes de fouilles archéologiques (pointes de flèches, poteries, objets divers...).

### Personnalités liées à la commune
- Jean Mézard, sénateur français de 1971 à 1980 est né dans la commune en 1904.
- Martin Malvy (né en 1936), journaliste, homme politique et ancien ministre du gouvernement français, ancien président (de 1998 à 2015) du conseil régional de Midi-Pyrénées, ancien conseiller général du Lot élu dans le canton de Vayrac.

### Héraldique
| Blason de Vayrac | Blason  | D'argent au soleil de gueules                    |
| Blason de Vayrac | Détails | Le statut officiel du blason reste à déterminer. |

#### Site de l'Insee
1. ↑  « La grille communale de densité », sur le site de l'Insee, 28 mai 2024 (consulté le 28 juin 2024).
2. ↑  « Unité urbaine 2020 de Vayrac », sur le site de l'Insee (consulté le 28 juin 2024).
3. 1 2  Insee, « Métadonnées de la commune de Vayrac ».
4. ↑  « Liste des communes composant l'aire d'attraction de Biars-sur-Cère - Saint-Céré », sur le site de l'Insee (consulté le 28 juin 2024).
5. ↑  Marie-Pierre de Bellefon, Pascal Eusebio, Jocelyn Forest, Olivier Pégaz-Blanc et Raymond Warnod (Insee), « En France, neuf personnes sur dix vivent dans l’aire d’attraction d’une ville », sur le site de l'Insee, 21 octobre 2020 (consulté le 28 juin 2024).
6. ↑  « REV T1 - Ménages fiscaux de l'année 2018 à Vayrac » (consulté le 5 février 2022).
7. ↑  « REV T1 - Ménages fiscaux de l'année 2018 dans le Lot » (consulté le 5 février 2022).
8. 1 2  « Emp T1 - Population de 15 à 64 ans par type d'activité en 2018 à Vayrac » (consulté le 5 février 2022).
9. ↑  « Emp T1 - Population de 15 à 64 ans par type d'activité en 2018 dans le Lot » (consulté le 5 février 2022).
10. ↑  « Emp T1 - Population de 15 à 64 ans par type d'activité en 2018 dans la France entière » (consulté le 5 février 2022).
11. ↑  « Base des aires d'attraction des villes 2020 », sur site de l'Insee (consulté le 10 avril 2021).
12. ↑  « Emp T5 - Emploi et activité en 2018 à Vayrac » (consulté le 5 février 2022).
13. ↑  « ACT T4 - Lieu de travail des actifs de 15 ans ou plus ayant un emploi qui résident dans la commune en 2018 » (consulté le 5 février 2022).
14. ↑  « ACT G2 - Part des moyens de transport utilisés pour se rendre au travail en 2018 » (consulté le 5 février 2022).
15. ↑  « DEN T5 - Nombre d'établissements par secteur d'activité au 31 décembre 2019 à Vayrac » (consulté le 15 février 2022).
16. ↑  « DEN T5 - Nombre d'établissements par secteur d'activité au 31 décembre 2019 dans le Lot » (consulté le 15 février 2022).

#### Autres sources
1. ↑  Carte IGN sous Géoportail
2. 1 2  Daniel Joly, Thierry Brossard, Hervé Cardot, Jean Cavailhes, Mohamed Hilal et Pierre Wavresky, « Les types de climats en France, une construction spatiale », Cybergéo, revue européenne de géographie - European Journal of Geography, no 501,‎ 18 juin 2010 (DOI 10.4000/cybergeo.23155, lire en ligne, consulté le 14 novembre 2023)
3. ↑  « Zonages climatiques en France métropolitaine. », sur pluiesextremes.meteo.fr (consulté le 14 novembre 2023).
4. ↑  « Orthodromie entre Vayrac et Sousceyrac-en-Quercy », sur fr.distance.to (consulté le 14 novembre 2023).
5. ↑  « Station Météo-France « Comiac » (commune de Sousceyrac-en-Quercy) - fiche climatologique - période 1991-2020 », sur donneespubliques.meteofrance.fr (consulté le 14 novembre 2023).
6. ↑  « Station Météo-France « Comiac » (commune de Sousceyrac-en-Quercy) - fiche de métadonnées. », sur donneespubliques.meteofrance.fr (consulté le 14 novembre 2023).
7. ↑  « Climadiag Commune : diagnostiquez les enjeux climatiques de votre collectivité. », sur meteofrance.fr, novembre 2022 (consulté le 14 novembre 2023).
8. ↑  « Les espaces protégés. », sur le site de l'INPN (consulté le 10 mai 2022).
9. ↑  « Liste des espaces protégés sur la commune », sur le site de l'inventaire national du patrimoine naturel (consulté le 2 septembre 2021).
10. ↑  « Réserve de biosphère du bassin de la Dordogne », sur mab-france.org (consulté le 2 septembre 2021).
11. ↑  « Bassin de la Dordogne - zone tampon - fiche descriptive », sur le site de l'inventaire national du patrimoine naturel (consulté le 1er septembre 2021).
12. ↑  « le « cours lotois de la Dordogne » - fiche descriptive », sur le site de l'inventaire national du patrimoine naturel (consulté le 2 septembre 2021).
13. ↑  « les « falaises lotoises (rapaces) » - fiche descriptive », sur le site de l'inventaire national du patrimoine naturel (consulté le 2 septembre 2021).
14. ↑  Réseau européen Natura 2000, Ministère de la transition écologique et solidaire
15. ↑  « Liste des zones Natura 2000 de la commune de Vayrac », sur le site de l'Inventaire national du patrimoine naturel (consulté le 2 septembre 2021).
16. ↑  « site Natura 2000 FR7300898 - fiche descriptive », sur le site de l'inventaire national du patrimoine naturel (consulté le 2 septembre 2021).
17. 1 2  « Liste des ZNIEFF de la commune de Vayrac », sur le site de l'Inventaire national du patrimoine naturel (consulté le 2 septembre 2021).
18. ↑  « ZNIEFF « la Dordogne quercynoise » - fiche descriptive », sur le site de l'inventaire national du patrimoine naturel (consulté le 1er septembre 2021).
19. ↑  « ZNIEFF les « pelouses sèches et bois de la partie Nord du causse de Gramat et rivière souterraine de Padirac » - fiche descriptive », sur le site de l'inventaire national du patrimoine naturel (consulté le 2 septembre 2021).
20. ↑  « ZNIEFF les « pentes forestières d'Ourjac et Mézels » - fiche descriptive », sur le site de l'inventaire national du patrimoine naturel (consulté le 2 septembre 2021).
21. ↑  « ZNIEFF les « pentes forestières du Puy d'Issolud » - fiche descriptive », sur le site de l'inventaire national du patrimoine naturel (consulté le 2 septembre 2021).
22. ↑  « ZNIEFF les « prairies du Cambous » - fiche descriptive », sur le site de l'inventaire national du patrimoine naturel (consulté le 2 septembre 2021).
23. ↑  « ZNIEFF les « prairies et milieux aquatiques de la Guierle basse et de cap Sourdoux » - fiche descriptive », sur le site de l'inventaire national du patrimoine naturel (consulté le 2 septembre 2021).
24. ↑  « ZNIEFF le « plateau et bassin d'alimentation du système karstique de Padirac » - fiche descriptive », sur le site de l'inventaire national du patrimoine naturel (consulté le 2 septembre 2021).
25. ↑  « ZNIEFF la « vallée de la Dordogne quercynoise » - fiche descriptive », sur le site de l'inventaire national du patrimoine naturel (consulté le 1er septembre 2021).
26. ↑  « CORINE Land Cover (CLC) - Répartition des superficies en 15 postes d'occupation des sols (métropole). », sur le site des données et études statistiques du ministère de la Transition écologique. (consulté le 14 avril 2021).
27. 1 2 3  « Les risques près de chez moi - commune de Vayrac », sur Géorisques (consulté le 17 octobre 2022).
28. ↑  BRGM, « Évaluez simplement et rapidement les risques de votre bien », sur Géorisques (consulté le 13 septembre 2022).
29. ↑  DREAL Occitanie, « CIZI », sur occitanie.developpement-durable.gouv.fr (consulté le 13 septembre 2022).
30. ↑  « Dossier départemental des risques majeurs dans le Lot »(Archive.org • Wikiwix • Archive.is • Google • Que faire ?), sur lot.gouv.fr (consulté le 13 septembre 2022), partie 1 -  chapitre Risque inondation.
31. ↑  « Dossier départemental des risques majeurs dans le Lot »(Archive.org • Wikiwix • Archive.is • Google • Que faire ?), sur lot.gouv.fr (consulté le 13 septembre 2022).
32. ↑  « Dossier départemental des risques majeurs dans le Lot »(Archive.org • Wikiwix • Archive.is • Google • Que faire ?), sur lot.gouv.fr (consulté le 13 septembre 2022), chapitre Mouvements de terrain.
33. 1 2  « Liste des cavités souterraines localisées sur la commune de Vayrac », sur georisques.gouv.fr (consulté le 13 septembre 2022).
34. ↑  « Retrait-gonflement des argiles », sur le site de l'observatoire national des risques naturels (consulté le 13 septembre 2022).
35. ↑  « Dossier départemental des risques majeurs dans le Lot »(Archive.org • Wikiwix • Archive.is • Google • Que faire ?), sur lot.gouv.fr (consulté le 13 septembre 2022), chapitre Risque transport de matières dangereuses.
36. ↑  Article R214-112 du code de l’environnement
37. ↑  « barrage de Saint-Étienne-Cantalès », sur barrages-cfbr.eu (consulté le 13 septembre 2022).
38. ↑  « barrage de Bort-les-Orgues », sur barrages-cfbr.eu (consulté le 13 septembre 2022).
39. ↑  « Dossier départemental des risques majeurs dans le Lot »(Archive.org • Wikiwix • Archive.is • Google • Que faire ?), sur lot.gouv.fr (consulté le 13 septembre 2022), chapitre Risque rupture de barrage.
40. ↑  Gaston Bazalgues, À la découverte des noms de lieux du Quercy : Toponymie lotoise, Gourdon, Éditions de la Bouriane et du Quercy, juin 2002, 127 p. (ISBN 2-910540-16-2), p. 125.
41. ↑  Uxellodunum
42. ↑  (épisode raconté par Frédérique Hébrard dont la mère, Lucie Mazauric, veillait sur les œuvres du Louvre - consulter Le Louvre en voyage de Lucie Mazauric)
43. ↑  « Les maires de Vayrac », sur Site francegenweb, 19 février 2011 (consulté le 15 janvier 2019).
44. ↑  L'organisation du recensement, sur insee.fr.
45. ↑  Calendrier départemental des recensements, sur insee.fr.
46. ↑  Des villages de Cassini aux communes d'aujourd'hui sur le site de l'École des hautes études en sciences sociales.
47. ↑  Fiches Insee - Populations de référence de la commune pour les années 2006, 2007, 2008, 2009, 2010, 2011, 2012, 2013, 2014, 2015, 2016, 2017, 2018, 2019, 2020, 2021 et 2022.
48. ↑  Le Lot partie Chemins de fer p.195 - Armand Viré - Réédition de l'ouvrage de 1907 -  (ISBN 2-7455-0049-X).
49. ↑  « Entreprises à Vayrac », sur entreprises.lefigaro.fr (consulté le 15 février 2022).
50. ↑  « Les régions agricoles (RA), petites régions agricoles(PRA) - Année de référence : 2017 », sur agreste.agriculture.gouv.fr (consulté le 15 février 2022).
51. ↑  Présentation des premiers résultats du recensement agricole 2020, Ministère de l’agriculture et de l’alimentation, 10 décembre 2021
52. 1 2  « Fiche de recensement agricole - Exploitations ayant leur siège dans la commune de Vayrac - Données générales », sur recensement-agricole.agriculture.gouv.fr (consulté le 15 février 2022).
53. ↑  « Fiche de recensement agricole - Exploitations ayant leur siège dans le département du Lot » (consulté le 15 février 2022).
54. ↑  Notice no PA00095279, sur la plateforme ouverte du patrimoine, base Mérimée, ministère français de la Culture.